# Каток (мультфильм)
«Каток» — детский рисованный мультипликационный фильм. Одно из наиболее талантливых и стилистически оригинальных произведений, относящихся к начальному периоду развития советской мультипликации.

## Сюжет
Мальчик в будёновке, через щёлочку подсматривающий за прекрасной фигуристкой, видит, как буржуйского вида толстяк грубо принуждает её кататься в паре. Перебравшись через высокий забор катка при помощи прохожего, мальчишка спешит на помощь и сбивает толстяка с ног. Во время начавшейся погони юный герой оказывается в рядах конькобежцев и первым приходит к финишу.

## Съёмочная группа
- Руководители: Н. Д. Бартрам, Ю. А. Желябужский
- Автор сценария: Николай Бартрам
- Режиссёр и оператор: Юрий Желябужский
- Работа художников мультипликаторов: Даниил Черкес, Иван Иванов-Вано

## Технические данные
- чёрно-белый (белые фигуры на чёрном фоне)
- немой

## Оценки критиков
Стала все заметнее и ярче проявлять себя детская мультипликация. В 20-е годы она представлена такими, например, талантливыми рисованными фильмами, как «Каток» Д. Черкеса и И. Иванова-Вано, «Тараканище» А. Иванова, «Самоедский мальчик» Н. Ходатаева, О. Ходатаевой, В. и 3. Брумберг. Эти картины несут на себе черты стилистической законченности и оригинальности. В «Катке» выразительно передано движение персонажей, нарисованных белой контурной линией на чёрном фоне.
— Асенин С.В.

 Неподражаемый и неустаревающий восьмиминутный фильм своим успехом обязан прежде всего сценарию Николая Бартрама, разработанному до деталей с учётом особенностей мультипликационной выразительности... Лёгкая, словно процарапанная по льду графика выполнена Иваном Ивановым-Вано и Даниилом Черкесом. 
— Малюкова Л.Л.